# Игор Гало
Игор Гало (Ћуприја, 5. децембар 1948) југословенски је глумац, редитељ и продуцент.

## Биографија
Прву улогу је остварио у филму Имам двије маме и два тате 1968. године. Након тога је остварио низ запажених улога на филмском платну, а вероватно је најпознатији по улози Бамбина у филму Мост. Глумио је у неким од најпознатијих југословенских филмова — Валтер брани Сарајево од Хајрудина Крвавца (такође и серија 1972), Дивљим анђелима (1969) Фадила Хаџића, Машкаради (1971) Боштјана Хладника, Послијеподневу једног фазана (1972) Маријана Арханића, Акцији стадион (1977) Душана Вукотића, Пакленом отоку Владимира Тадеја, Бановић Страхињи (1981) Ватрослава Мимице, Црвенима и црнима (1985) Мирослава Микуљана и другим. Играо је филмове у међународној продукцији попут Пекинфаховог „Гвозденог крста“ (1977). Био је режисер кратког играног филма „Навијач” заједно са Жељком Дураковићем
Током деведесетих година јако ретко се појављивао, имао је мање улоге у Златним годинама и Је ли јасно, пријатељу?.
Водио је Међународни филмски викенд Италија – Словенија – Хрватска у истарском градићу Опртљу од 1996. до 2000. године, промовишући повезивање култура свих народа који живе у Истри, с посебним нагласком на филмско стваралаштво. Наставио је добро да сарађује са колегама из кинематографија Аустрије, Немачке, Италије, Словеније, БиХ, Србије и редовно се одазивао на њихове филмске смотре, као гост или члан стручног жирија.
Добио је награду за животно дело на Филмском фестивалу у Пули.
Његова супруга је Мирјана Гало, са којом је основао Удружење „Хомо” за заштиту људских права и грађанских слобода у Хрватској и другим републикама некадашње Југославије.

## Филмографија
| Год.         | Назив                             | Улога          |
| ------------ | --------------------------------- | -------------- |
| 1960.-те     |                                   |                |
| 1968.        | Имам двије маме и два тате        | Зоран          |
| 1969.        | Мост                              | Бамбино        |
| 1969.        | Дивљи анђели                      | Фред           |
| 1970.-те     |                                   |                |
| 1970.        | Кондори                           |                |
| 1971.        | Балада о свирепом                 | Мићко          |
| 1971.        | Дан дужи од године                |                |
| 1971.        | Машкарада                         | Лука           |
| 1972.        | Послијеподне једног фазана        | Миливој        |
| 1972.        | Валтер брани Сарајево (ТВ серија) | Малиша         |
| 1976.        | Доктор Младен                     | Раћан          |
| 1977.        | Гвоздени крст                     | поручник Мајер |
| 1977.        | Акција стадион                    | Круно          |
| 1979.        | Паклени оток                      | Капо           |
| 1979.        | Није далеко                       |                |
| 1980.-те     |                                   |                |
| 1980.        | Которски морнари                  |                |
| 1976 – 1980. | Алпенсага                         |                |
| 1980.        | Тајна Николе Тесле                |                |
| 1981.        | Бановић Страхиња                  | Вуксан         |
| 1982.        | Das Dorf an der Grenze            |                |
| 1982.        | Тројански коњ                     | Јурај Штубић   |
| 1982.        | Немир                             |                |
| 1982.        | Непокорени град                   | Тони           |
| 1984.        | Clash                             |                |
| 1984.        | Memed My Hawk                     |                |
| 1985.        | Црвени и црни                     |                |
| 1987.        | Tempi di guerra                   | Пaвлe          |
| 1988.        | War and Remembrance               |                |
| 1988.        | Private War                       |                |
| 1990.-те     |                                   |                |
| 1990.        | Virginie                          |                |
| 1990.        | Sapore di morte                   |                |
| 1992.        | Златне године                     |                |
| 1992.        | The Sands of Time                 |                |
| 1995.        | Рабљева Фреска                    | Петар          |
| 2000.-те     |                                   |                |
| 2000.        | Је ли јасно, пријатељу?           | доктор         |
| 2001.        | Newenas weite Reise               |                |
| 2005.        | Ultimate Force                    |                |
| 2010.-те     |                                   |                |
| 2013.        | 476 A.D.                          |                |
| 2014.        | Tesla: Beyond Imagination         |                |